# Maurice Gateaux
Maurice Gateaux, né le 2 août 1936 à Longchamps et mort le 17 mai 2019 à Soissons, est un tueur en série et détenu français ayant passé 51 ans en détention sans aménagement de peine.
Gateaux a tué, en 1956, un détenu algérien sans pour autant être poursuivi, du fait de son retard mental et que les faits se soient déroulés pendant la Guerre d'Algérie. 
Il a commis, en 1965, un braquage en frappant mortellement un agent dépositaire. Placé en détention à 28 ans, en avril 1965, il a été condamné, en 1966, à 20 ans de réclusion criminelle avant d'être transféré à la Prison Centrale de Nîmes en raison de sa dangerosité diagnostiquée.
Incarcéré à la Prison de Nîmes, Gateaux a tué, en mai 1967, un surveillant pénitentiaire et a tenté d'en tuer un autre, à l'aide d'une paire de ciseaux lui servant à l'atelier couture. Jugé en février 1968, il a bénéficié de circonstances atténuantes, en raison de son retard mental, et a été condamné à la réclusion criminelle à perpétuité.
Libéré en juillet 2016, à presque 80 ans, Gateaux a été pris en charge dans un Ehpad de Soissons où il est mort le 17 mai 2019.
Entre le 6 avril 1965 et juillet 2016, Gateaux est resté en prison, sans obtenir d'aménagement de peine, faisant de son cas la plus longue détention de France sans interruption.

## Biographie

### Enfance et adolescence
Maurice Gateaux est né le 2 août 1936 à Longchamps,. Il est le sixième enfant d'un premier mariage, dont la mère donne naissance à dix autres enfants par la suite. Gateaux vit une naissance difficile, manquant d’être asphyxié, ce qui lui cause un retard dans sa croissance physique.
Il est scolarisé, de 1942 à 1950, à l'école communale, où il est finalement renvoyé à l'âge de 14 ans.
Gateaux quitte l'école communale en 1950, avec de faibles compétences en lecture ainsi que des compétences médiocres à l'écrit. Il commence dès lors à consommer de l'alcool, ce qui l'amène à suivre plusieurs cures de désintoxication.
Ouvrier agricole puis manœuvre, Gateaux est incorporé, en 1956, dans les troupes aéroportées en Algérie française. Il a alors 20 ans.

### Les premiers morts
Maurice Gateaux est arrêté en 1956 et placé en détention provisoire pour avoir battu à mort un détenu algérien. Il est finalement réformé pour "débilité profonde", car son état mental ne lui permet ni poursuite ni son maintien en détention. Gateaux est donc libéré de prison et retourne en France sans aucune poursuite ni suivi. 
En 1959 et 1960, Gateaux est emprisonné pour vol et coups et blessures. Il est libéré par la suite, après avoir purgé ses peines.
En avril 1965, Maurice Gateaux commet un braquage au cours duquel il frappe violemment un agent dépositaire de la force publique, avant de repartir avec le butin dérobé. Gravement blessé, l'agent dépositaire décède des coups portés par Gateaux. À la suite de ce braquage, jugé particulièrement violent, certaines personnes, se trouvant dans les environs, reconnaissent Gateaux, notamment en raison de son état mental caractéristique. Il est arrêté le 6 avril 1965, puis placé en détention provisoire, inculpé de vol qualifié suivi de coups mortels.
En mai 1966, Gateaux comparaît devant la Cour d'assises, pour coups mortels et vol qualifié. Il bénéficie de circonstances atténuantes car un retard mental lui est diagnostiqué, provoquant une altération de son discernement ainsi qu'une atténuation de sa responsabilité. Au terme de son procès, Gateaux est condamné à 20 ans de réclusion criminelle.
En août 1966, alors qu'il purge sa peine de prison, Gateaux est transféré à la maison centrale de Nîmes, décrite par le président Panet (qui le jugera plus tard) comme étant destinée aux « condamnés particulièrement redoutables, qui exigent une discipline sévère ».

### Meurtre de Marius Albe et violences contre Bereyziat
Le 16 mai 1967 vers 13 h 30, alors qu'il est incarcéré à la prison de Nîmes, Maurice Gateaux surgit de l'atelier de couture avec une paire de ciseaux, et poignarde mortellement le gardien Marius Albe puis blesse son collègue Bereyziat. Gateaux est finalement maîtrisé puis inculpé d'assassinat à l'encontre de Marius Albe et de tentative d'assassinat à l'encontre du gardien Bereyziat. 
En prison, à la suite de ce meurtre particulièrement violent, Gateaux est surnommé le « King Kong » par ses codétenus, en raison de sa force, dite herculéenne, pouvant aller jusqu'au meurtre.
Maurice Gateaux comparaît le 31 janvier 1968 devant la cour d'assises de Nîmes. Il est alors âgé de 31 ans. Lorsque débute son procès, Gateaux nie farouchement le meurtre de Marius Albe, qui n'a eu pour témoins que des détenus, et déclare que les détenus, ayant assisté au crime, sont des menteurs. Gateaux avoue néanmoins la tentative de meurtre de M. Bereyziat, mais en affirmant n'avoir eu aucune intention de le tuer. Lorsque le président Panet lui oppose des faits, Gateaux se borne à dire qu'ils sont faux et les traite de « menteurs ».
Lors des trois journées de procès, le président Panet s'exprime sur le cas de Gateaux en déclarant : 

« Gâteaux est jugé, en effet, comme un homme dangereux. Les deux experts qui sont venus à la barre mercredi se sont accordés sur ce point. Ils l'ont même qualifié d'inamendable. Pour eux, Gâteaux présente une personnalité psychopathique dont " les troubles de caractère constitutifs atténuent la responsabilité pénale ". »

— Président Panet
Gateaux, qui risque la peine de mort, réfute également les déclarations du Président Panet en contestant toute violence exercée dans ce crime : « Je ne sais pas ce qui s'est passé. Je ne l'ai pas bousillé. ». 
Le 2 février 1968, Gateaux est condamné à la réclusion criminelle à perpétuité pour meurtre et tentative de meurtre, échappant à la peine capitale et bénéficiant de circonstances atténuantes, là encore, en raison de son retard mental.

### La plus longue détention continue de France
Dans la nuit du 20 au 21 juillet 1974, l'atelier de couture de la Maison Centrale de Nîmes, dans lequel est mort Marius Albe, est incendié et tue deux détenus,,.
Condamné à la réclusion criminelle à perpétuité, Maurice Gateaux est libérable à compter de 1982, mais se refuse à une éventuelle libération, arguant qu'il se sent « chez lui » en prison. Pendant sa captivité, il pratique la musculation jusqu'en 2011.
Pendant de très longues années, Gateaux est incarcéré au centre pénitentiaire de Château-Thierry (Aisne) où il se « résigne à mourir emprisonné », comme le raconte l'un de ses surveillants en 2014 au Courrier picard, qui le nomme comme étant l'un des plus anciens détenus de France.
Maurice Gateaux est libéré en juillet 2016, dans la plus grande discrétion, à quelques jours de son 80e anniversaire. Bénéficiant d'une libération conditionnelle après 51 ans de détention sans interruption, Gateaux détient alors le record de la plus longue détention de France. Lorsque intervient sa libération, Gateaux est admis dans un Ehpad, situé à Soissons, dans lequel il est pris en charge.
Maurice Gateaux meurt le 17 mai 2019 à l'Ehpad de Soissons, à l'âge de 82 ans.

## Description

### Personnalité
Lors de son service militaire, il fut décrit comme « un solitaire, un être renfermé, querelleur, méchant, violent, impulsif » avant d’être réformé pour « débilité mentale profonde ».
Lors de son procès pour meurtre, les deux experts le décriront comme dangereux et même inamendable.

### Physionomie
Bien qu'il ait eu un retard de croissance, au moment de son procès pour meurtre, il était devenu suffisamment grand pour être surnommé « King-Kong »,.